# Andreas Syngros
Andreas Syngros (in greco Ανδρέας Συγγρός?; Costantinopoli, 12 ottobre 1830 – Atene, 13 febbraio 1899) è stato un banchiere e filantropo greco.

## Biografia
Nato a Costantinopoli da parenti originari dell'isola di Chio, Syngros fu uno dei fondatori della Banca di Costantinopoli, insieme a Stephanos Skouloudis. Syngros sposò Iphigenia Mavrokordato, membro della famiglia benestante dei Maurocordato; non ebbero mai figli. Si trasferirono ad Atene nel 1871, dove Syngros pianificava di istituire una nuova banca. Comprando delle terre dalla vedova di Dīmītrios Rallīs, ingaggiò il conosciuto architetto ateniese Nikolaos Soutsos, che costruì la sua casa, basandosi su dei progetti del tedesco Ernst Ziller, vicino al palazzo reale.  Oggi l'edificio è la sede del Ministero degli Affari Esteri greco, dopo esserlo stato consegnato dalla sua vedova.
Syngros, insieme a membri della diaspora greca di Costantinopoli e di quella di Odessa, guidato da Evangelis Valtatzis, fondò la Banca di Credito Generale ("Ethniki Pistotiki Trapeza").
Nel 1882, fondò la Banca Privilegiata dell'Epiro e della Tessaglia a Volos, per aiutare l'economia di questi territori, da poco annessi alla Grecia. L'annessione portò un afflusso di investimenti da parte degli espatriati che hanno acquistato grandi tenute in precedenza appartenenti ai musulmani, i quali avevano effettuato investimenti nella zona. Il termine "Privilegiato" nel nome della banca si riferisce alla possibilità di questa di emettere banconote in questi territori. La Banca Nazionale della Grecia acquistò la banca dopo la morte di Syngros.
Syngros inoltre fu coinvolto in numerose iniziative di pubblica filantropia, inclusa la costruzione di una strada che si estende da Palazzo Reale alla baia di Faliro (strada che oggi porta il suo nome, Andrea Syngrou Avenue) e fu il responsabile del completamento del Canale di Corinto, nel 1893, una delle più grandi opere di ingegneria della Grecia. Syngros morì ad Atene nel 1899.